# Pristiophorus delicatus
Pristiophorus delicatus — акула з роду П'ятизяброва пилконоса акула родини Пилконосі акули. Інші назви «австралійська пилконоса акула», «тропічна акула-пилконіс», «південна акула-пилконіс».

## Опис
Загальна довжина досягає 84,5 см. Голова сплощена. Морда сильно витягнута з зубчиками на кшталт пилки (має довгий пилкоподібний вирост). На ньому розташовані вусики. Очі великі, овальної форми. За ними розташовані бризкальця. Ніздрі відносно великі. Рот широкий, паща дугоподібна. На верхній щелепі присутньо 47 рядків зубів, на нижній — 37. Зуби дрібні, сплощені. У неї 5 пар зябрових щілин. Тулуб витягнутий, стрункий. Осьовий скелет складається з 149–156 хребців. Плавці безскелетні, трохи увігнуті по задньому краю. Грудні плавці довгі. Має 2 спинних плавця майже однакового розміру. Передній спинний плавець розташовано перед черевними плавцями, задній — близько від хвостового плавця. Анальний плавець відсутній. Хвостовий плавець гетероцеркальний, нижня лопать практично непомітна.
Забарвлення спини і боків коричневе або світло-коричневе. Черево має жовтувато-білий колір. Кінчики плавців можуть бути світло-коричневими.

## Спосіб життя
Тримається на глибинах від 100 до 603 м, на континентальному шельфі, прибережних схилах. Полює біля дна, є бентофагом. Живиться ракоподібними, головоногими молюсками, морськими черв'яками, дрібними рибами. Полює за допомогою «пилки», підіймаючи нею ґрунт або атакуючи виростом здобич.
Це яйцеживородна акула. На думку дослідників має гарну репродукцію.
Небезпеки для людини не становить.

## Розповсюдження
Мешкає від північного узбережжя о. Тасманія до акваторії штату Квінсленд (Австралія).